# Guhua
Guhua is een geslacht van spinnen uit de familie Telemidae.

## Soorten
De volgende soort is bij het geslacht ingedeeld:
- Guhua kakamegaensis Zhao & Li, 2017[1]